# Vejle BK
Maillots
Dernière mise à jour : 18 juin 2025.
Le Vejle BK est un club de football danois basé à Vejle.

## Historique
- 1891 : fondation du club
- 1972 : première participation à une Coupe d'Europe à la suite du titre de champion du Danemark en 1971. Le club s'engage en Coupe des clubs champions européens 1972-1973. Après avoir éliminé l'IFK Helsinki en tour préliminaire, il doit quitter la compétition dès les seizièmes de finale, lourdement battu par les Belges du RSC Anderlecht (7-2 sur l'ensemble des deux rencontres).
- 8 décembre 2010 : Vejle BK annonce que le club s'apprête à fusionner avec le Kolding FC pour former à partir de juillet 2011 le Vejle Boldklub Kolding. Cette fusion marque la fin du Velje BK.
- Novembre 2012 : le Kolding IF met fin à la fusion avec Vejle BK. Par conséquent, le Vejle Boldklub Kolding est dissous et les deux clubs à l'origine de la fusion reprennent leur existence propre. C'est le Vejle Boldklub qui récupère la licence du club en 1.division pour la saison suivante, en 2013-2014.

## Bilan sportif

### Palmarès
- Championnat du Danemark
  - Champion (5) : 1958, 1971, 1972, 1978, 1984

- Coupe du Danemark
  - Vainqueur (6) : 1958, 1959, 1972, 1975, 1977, 1981
  - Finaliste : 1968

- Championnat du Danemark de deuxième division
  - Champion (3) : 1956, 2006, 2008

### Bilan européen
Note : dans les résultats ci-dessous, le score du club est toujours donné en premier.
| Saison    | Compétition               | Tour                | Club                 | Domicile | Extérieur | Total  |
| --------- | ------------------------- | ------------------- | -------------------- | -------- | --------- | ------ |
| 1972-1973 | Coupe des clubs champions | Seizièmes de finale | RSC Anderlecht       | 2 - 4    | 1 - 3     | 3 - 7  |
| 1973-1974 | Coupe des clubs champions | Seizièmes de finale | FC Nantes            | 2 - 2    | 1 - 0     | 3 - 2  |
| 1973-1974 | Coupe des clubs champions | Huitièmes de finale | Celtic FC            | 0 - 1    | 0 - 0     | 0 - 1  |
| 1975-1976 | Coupe des coupes          | Seizièmes de finale | FC La Haye           | 0 - 2    | 0 - 2     | 0 - 4  |
| 1977-1978 | Coupe des coupes          | Seizièmes de finale | Progrès Niedercorn   | 9 - 0    | 1 - 0     | 10 - 0 |
| 1977-1978 | Coupe des coupes          | Huitièmes de finale | PAOK Salonique       | 3 - 0    | 1 - 2     | 4 - 2  |
| 1977-1978 | Coupe des coupes          | Quarts de finale    | FC Twente            | 0 - 3    | 0 - 4     | 0 - 7  |
| 1979-1980 | Coupe des clubs champions | Seizièmes de finale | Austria Vienne       | 2 - 2    | 1 - 0     | 3 - 2  |
| 1979-1980 | Coupe des clubs champions | Huitièmes de finale | Hajduk Split         | 0 - 3    | 2 - 1     | 2 - 4  |
| 1981-1982 | Coupe des coupes          | Seizièmes de finale | FC Porto             | 2 - 1    | 0 - 3     | 2 - 4  |
| 1985-1986 | Coupe des clubs champions | Seizièmes de finale | Steaua Bucarest      | 1 - 1    | 1 - 4     | 2 - 5  |
| 1990-1991 | Coupe UEFA                | 32es de finale      | Admira Wacker Vienne | 0 - 1    | 0 - 3     | 0 - 4  |
| 1997-1998 | Coupe UEFA                | Deuxième tour Q     | Hapoël Petah-Tikva   | 0 - 0    | 0 - 1     | 0 - 1  |
| 1998-1999 | Coupe UEFA                | Deuxième tour Q     | Oțelul Galați        | 3 - 0    | 3 - 0     | 6 - 0  |
| 1998-1999 | Coupe UEFA                | 32es de finale      | Real Betis           | 1 - 0    | 0 - 5     | 1 - 5  |

Légende
- Victoire ou qualification pour le tour suivant
- Match nul
- Défaite ou élimination de la compétition

## Joueurs et personnalités du club

### Capitaines
Le tableau suivant présente la liste des capitaines du club depuis 1891.
| Rang | Nom              | Période   |
| ---- | ---------------- | --------- |
| 1    | Inconnu          | 1891-1978 |
| 2    | Gert Eg          | 1978-1983 |
| 3    | Inconnu          | 1983-1984 |
| 4    | Gert Eg          | 1984      |
| 5    | Inconnu          | 1984-1990 |
| 6    | Finn Christensen | 1990-1998 |

| Rang | Nom                | Période   |
| ---- | ------------------ | --------- |
| 7    | Dan Sørensen       | 1998-2000 |
| 8    | Calle Facius       | 2000-2002 |
| 9    | Klaus Eskildsen    | 2003      |
| 10   | Peter Degn         | 2003      |
| 11   | Peter Gravesen     | 2004      |
| 12   | Carsten Hemmingsen | 2004-2005 |

| Rang | Nom               | Période   |
| ---- | ----------------- | --------- |
| 13   | Steffen Kielstrup | 2005      |
| 14   | Jakob Bresemann   | 2005-2006 |
| 15   | Klebér Saarenpää  | 2007      |
| 16   | Bora Živković     | 2007-2008 |
| 17   | Jimmy Nielsen     | 2008-2009 |
| 18   | Steffen Kielstrup | 2010-2012 |

| Rang | Nom                  | Période   |
| ---- | -------------------- | --------- |
| 19   | Jens Berthel Askou   | 2012-2013 |
| 20   | Henrik Bødker        | 2013-2014 |
| 21   | Niels Bisp Rasmussen | 2015-2016 |
| 22   | Steffen Kielstrup    | 2016-2017 |
| 23   | Jacob Schoop         | 2017-     |

### Joueurs emblématiques
- Preben Elkjær Larsen
- Thomas Gravesen
- Johnny Hansen
- Steffen Kielstrup
- Alex Nørlund
- Allan Simonsen
- John Sivebæk
- Jóan Símun Edmundsson
- Hugo Ekitike

### Effectif actuel
Effectif de la saison 2024-2025 :
| N° | Nat.                                           | Poste | Nom du joueur                             |
| -- | ---------------------------------------------- | ----- | ----------------------------------------- |
| 1  | Drapeau de l'Angleterre                        | G     | Nathan Trott (en prêt de West Ham United) |
| 2  | Drapeau de la Suède                            | D     | Gustav Granath                            |
| 3  | Drapeau du Chili                               | D     | Miiko Albornoz                            |
| 4  | Drapeau du Danemark                            | D     | Oliver Provstgaard                        |
| 5  | Drapeau de la Gambie                           | M     | Hamza Barry                               |
| 6  | Drapeau de l'Espagne                           | D     | Raúl Albentosa                            |
| 7  | Drapeau de la république démocratique du Congo | A     | Yeni Ngbakoto                             |
| 9  | Drapeau de la Russie                           | A     | German Onugkha                            |
| 10 | Drapeau du Danemark                            | M     | Kristian Kirkegaard                       |
| 11 | Drapeau de la Gambie                           | A     | Musa Juwara                               |
| 13 | Drapeau de la Bulgarie                         | D     | Stefan Velkov                             |
| 14 | Drapeau du Danemark                            | D     | Thomas Gundelund                          |
| 15 | Drapeau du Ghana                               | M     | Ebenezer Ofori                            |

| No. | Nat.                   | Position | Nom du joueur                           |
| --- | ---------------------- | -------- | --------------------------------------- |
| 17  | Drapeau de la Grèce    | A        | Dimitrios Emmanouilidis                 |
| 18  | Drapeau du Danemark    | A        | Anders K. Jacobsen (en prêt de Horsens) |
| 19  | Drapeau du Danemark    | A        | Victor Lind (en prêt de Midtjylland)    |
| 20  | Drapeau de la Croatie  | D        | Denis Kolinger                          |
| 22  | Drapeau du Danemark    | D        | Anders Sønderskov                       |
| 23  | Drapeau du Danemark    | D        | Lasse Flø                               |
| 24  | Drapeau du Danemark    | G        | Gustav Nørregaard Knudsen               |
| 25  | Drapeau du Danemark    | M        | Tobias Lauritsen                        |
| 31  | Drapeau de la Slovénie | G        | Igor Vekić                              |
| 35  | Drapeau de l'Australie | M        | Tyrese Francois (en prêt de Fulham)     |
| 38  | Drapeau de la Croatie  | D        | David Čolina (en prêt de Augsburg)      |
| 52  | Drapeau du Danemark    | D        | Andreas Tomaselli                       |
| 59  | Drapeau du Danemark    | D        | Marius Elvius                           |